# Locustella luscinioides

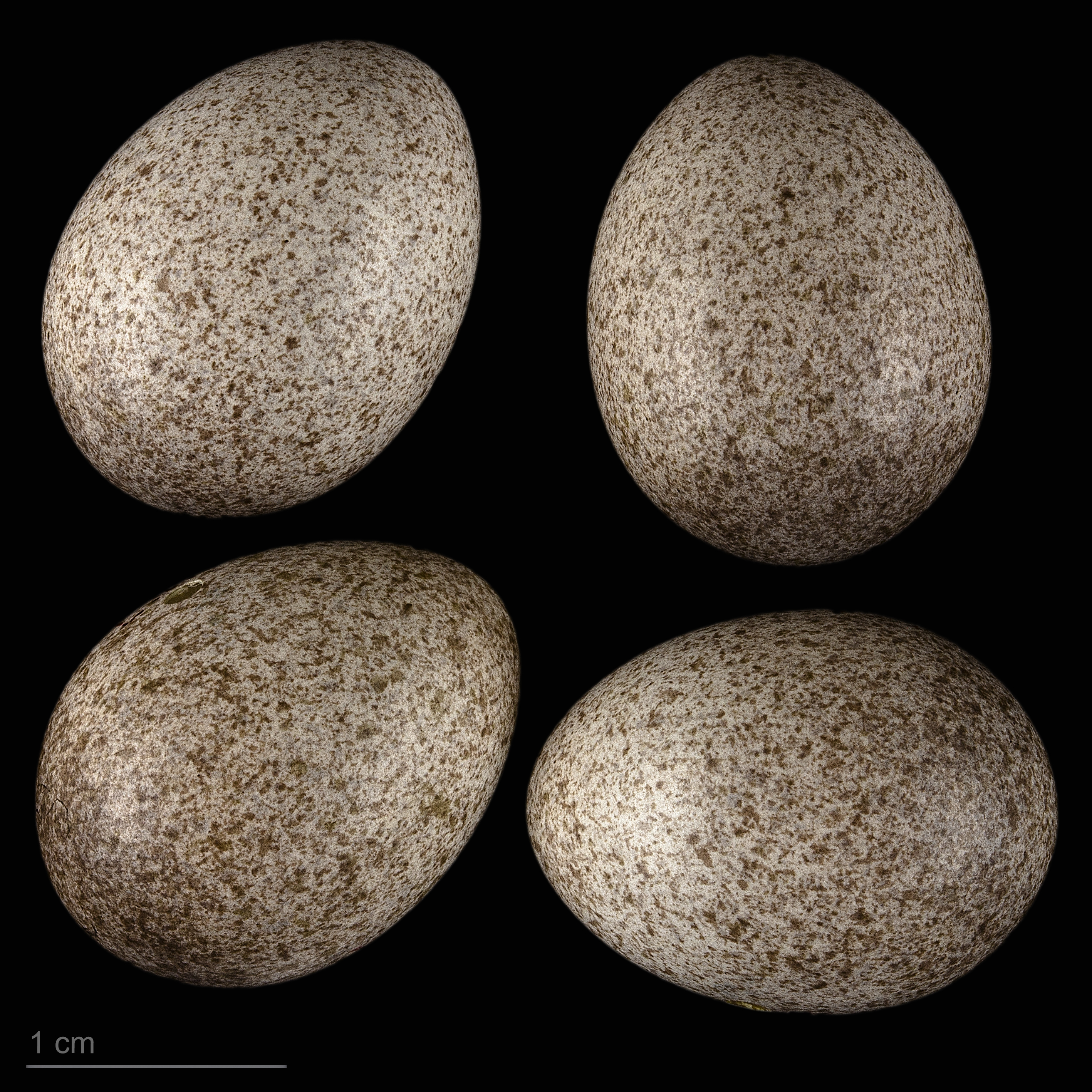
Uova di Locustella luscinioides - Museo di Tolosa

La salciaiola  (Locustella luscinioides (Savi, 1824)) è un uccello della famiglia Locustellidae.

## Biologia

### Riproduzione
Nidifica in primavera.

## Distribuzione e habitat
La sua distribuzione copre tre continenti, Europa, Asia, ed Africa del nord; in Italia nidifica in diverse zone del centro, in ambienti nelle vicinanze di corpi d'acqua, ma anche di torbiere.

## Sistematica
Locustella luscinioides ha 3 sottospecie:
- Locustella luscinioides luscinioides (Savi, 1824)
- Locustella luscinioides sarmatica Kazakov, 1973
- Locustella luscinioides fusca (Severtsov, 1873)